# 綠山城縣

51°56′23″N 15°30′18″E / 51.93972°N 15.50500°E
綠山城縣（波蘭語：Powiat zielonogórski），是波蘭的縣份，位於該國西部，由盧布斯卡省負責管轄，首府設於綠山城，面積1,571平方公里，2006年人口89,543，人口密度每平方公里57人。